# Iberia (Missouri)
Iberia – miasto w Stanach Zjednoczonych, w stanie Missouri, w hrabstwie Miller.